# Rio São Lourenço (vattendrag i Brasilien, São Paulo, lat -23,94, long -47,09)
Rio São Lourenço är ett vattendrag i Brasilien.   Det ligger i delstaten São Paulo, i den sydöstra delen av landet, 900 km söder om huvudstaden Brasília.
I omgivningen kring Rio São Lourenço växer i huvudsak städsegrön lövskog. Området är ganska tätbefolkat, med 58 invånare per kvadratkilometer.